# تفرقة عمرية

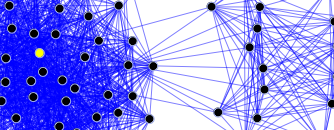

التفرقة العمرية هو مصطلح لوصف التمييز على أساس العمر وهو تمييز (تنميط وتحيز) ضد افراد أو جماعات بسبب سنهم. هذه العبارة التي صيغت في 1969 من قبل الاختصاصي بالشيخوخة الأميركي روبرت ن. باتلر لوصف التمييز ضد كبار السن على نمط والتحيز الجنسي والعنصرية. مصطلح العنصرية العمرية يستخدم أيضا لوصف التمييز ضد أطفال ومراهقين، من خلال تجاهل أفكارهم لانهم مسرورون من الشباب أو عن طريق افتراض أهم ينبغي أن يتصرفوا بطريقة معينة بسبب صغر سنهم.
في ظل التغييرات الجذرية التي تشهدها أسواق العمل في العالم عموما تحول السن إلى عامل تمييز رئيسي.
في المملكة المتحدة لا يوجد في الوقت الحالى أي قوانين تمنع الناس أو المنظمات من التمييز على أساس العمر. وفي مجال العمل مثلاً يسمح لأرباب العمل الأخذ بعين الاعتبار عامل السن عند توظيفهم لموظفين جدد أو عند اختيارهم بعض موظفيهم للترقية أو كعمالة زائدة إذا كان سن العامل أقل من 65 عاماً وعمل مع منظمة لفترة لا تقل عن عامين فيحق للعامل قانونياً صرف مال العمالة الزائدة. ولكن يمكن لرب العمل الإصرار على أخذ العامل المعاش عند الوصول إلى سن معين (عادة يكون ذلك 60-65 عاماً).

## التمييز ضد العمال الأصغر سنا
مثل التمييز بين الجنسين على أساس العرق، التمييز على أساس العمر، على الاقل عندما يؤثر على العمال الأصغر سنا، يمكن ان يؤدي إلى عدم المساواة في الاجر عن الأعمال المتساويه القيمة.
خلافا للتمييز على أساس العرق والجنس، التمييز على أساس العمر في الاجور في كثير من الأحيان هو مكرس في القانون. على سبيل المثال، في كل من الولايات المتحدة والمملكة المتحدة.
قوانين الحد الادنى للاجور تسمح لأرباب العمل بدفع أجور أقل للعمال الشباب. كثير من قوانين الدولة والقوانين المحلية الخاصة بالحد الادنى للاجور تعكس هذه الطبقيه على أساس العمر.
خارج نطاق القانون العمال المتقدمين في السن، في المتوسط، يحصلون على أجور أكثر من العمال الأصغر سنا. الشركات قد تكون خائفه من تقديم كبار السن من العمال اجورا اقل مما يواجهه الشباب من العمال.
أنظمة العمل تحد أيضا من السن التي يسمح لشخص بالعمل وكيف وتحت أي ظروف يمكنهم العمل. في الولايات المتحدة عموما الشخص يجب أن يكون على الاقل 14 عاما للبحث عن فرص العمل، والعمال يواجهون قيودا اضافية على انشطه عملهم حتى سن 16 - العديد من الشركات ترفض توظيف العاملين تحت سن 18.

## التمييز ضد العمال الأكبر سنا
اتسعت ظاهرة شيخوخة السكان لتشمل معظم مناطق العالم بعد أن كانت في وقت ما مقتصرة على مجتمعات الشمال الغنية.
في حين ان كبار السن من العمال من الاستفادة من زيادة الاجور أكثر مما يحصل عليه الشباب من العمال، فانهم يواجهون حواجز في التوظيف والترقيات. يجوز لاصحاب العمل أيضا تشجيع التقاعد المبكر أو الاستغناء عن كبار السن من غير متناسب / أكثر خبرة العمال.
ثبت انه يوجد في الولايات المتحدة تمييز على أساس العمر. جوانا لاهي، أستاذ الاقتصاد في ولاية تكساس، وجدت ان تكون أكثر من 40 ٪ من الشركات على الارجح إلى إجراء مقابلات مع اصغر طالب العمل من طالب الوظيفة الأكبر سنا.
في دراسة لجامعة كينت، إنجلترا، ذكر 29 ٪ من المجيبين انهم عانوا من التمييز القائم على أساس السن. هذه هي أعلى نسبة من أجل الجنس أو العرق أو التمييز. دومينيك ابرامز، أستاذ علم النفس الاجتماعي في الجامعة، وخلصت إلى ان التمييز القائم على أساس السن هو الأكثر انتشارا شكل من اشكال التحيز (التمييز) في المملكة المتحدة.
تميز ارباب العمل عن طريق وضع معايير أعلى لكبار السن من العمال، حتى ولو كان كبار السن من العمال دفع هو نفسه على الزملاء العاملين الأصغر سنا. وفي كثير من الحالات العمال الأكبر سنا انهيت لسوء الأداء، حيث يواجه الشباب من العمال الفقراء السلوك هو السكوت. الأكبر سنا والأكثر خبرة العمال، وفي نفس معدل الاجر هو اصغر النظير، ومن المتوقع ان تكون المشرفين غير الرسمية من الموظفين الأصغر سنا
وتُواجه البلدان الأعضاء في منظمة التعاون والتنمية الاقتصادية (أي البلدان الأكثر نموا في العالم) التداعيات السلبية للظاهرة حيث يتعرض العمال والموظفون الذين يتجاوزون سنا معينة إما للحرمان من الحصول على وظائف جديدة أو للتهديد بالطرد تحت ستار التقاعد المبكر.
وبشكل عام، فعندما يترشح أشخاص من أعمار مختلفة إلى منصب ما عادة ما يتم استبعاد الأشخاص المسنين مهما كانت خبرتهم بتعلات عدة مثل القول بأن آفاق التدرج في السلم الوظيفي أضحت منعدمة أمامهم أو التبرير بأن كفاءتهم عالية جدا مقارنة مع ما هو مطلوب.
نددت منظمة العمل الدولية باتجاه أرباب العمل في بلدان الإتحاد الأوروبي المتزايد إلى فصل العمال المسنين أو دفعهم إلى التقاعد المبكر.